# Marko Pohlin
Marko Pohlin roj. Anton Pohlin, slovenski rimskokatoliški duhovnik in jezikoslovec, * 13. april 1735, Ljubljana, † 4. februar 1801, Dunaj.

## Življenje
Njegov oče je bil Janez Jurij Pohlin (r. v Kamniku), ki je imel gostilno v Šempetru pri Ljubljani. Njegova mati je bila Marija Ana Klemenčič. Pohlin je urejal almanah Pisanice, napisal je tudi slovnico leta 1768, kjer je pozival rojake, naj se ne sramujejo svojega jezika. Ustvarjal pa je v obdobju razsvetljenstva, v drugi polovici 18. stoletja, v času vladavine Jožefa II..
Leta 1754 je stopil v avguštinski meniški red, med leti 1755 in 1763  pa je na Dunaju doštudiral teologijo. Leta 1768 iz ljubezni do domovine izdal Kraynsko grammatiko, ki je bila napisana v nemškem jeziku. V tem delu odklanja nemščino, zavedajoč se nevarnosti germanizacije, poudarja vrednost slovenščine, in zahteva, da bi jo morali učiti v šolah, enakovredno kot druge jezike in jo uvajati na vsa kulturna področja, kateremu je dodal več misli o teoriji pesništva. 
Pohlin je bil prepričan, da se krajnski jezik govori le na Kranjskem, saj naj bi se Slovenci, ki so živeli na Štajerskem in Koroškem razlikovali od Kranjcev. Njegovo prepričanje je domnevno temeljilo na dejstvu, da slovenska jezikovna skupnost (kot tudi obseg slovenskega naroda) nista bila opredeljena, saj so bile slovenske dežele razdeljene in med seboj nepovezane. Z nastankom knjižnih središč in objavljanjem knjig z uporabo pokrajinskih narečij pa se je pojavila tudi nevarnost za uničenje skupnega knjižnega jezika kot skupne vezi vseh Slovencev.
Napisal je tudi prvo slovensko bibliografijo z naslovom Bibliotheca Carnioliae oz. Kranjska knjižnica, v katero je kljub naslovu vključil tudi nekatere avtorje iz drugih slovenskih pokrajin. Knjiga je prvič izšla po avtorjevi smrti leta 1803, kot samostojna publikacija pa je prvič izšla leta 1862. Pohlin v delu poziva bralce, da bolj cenijo stare izdaje slovenskih avtorjev, a obenem svari pred bibliomanijo in kopičenjem neprebranih knjig. 
Deloval je v t. i. Pohlinovem krogu, katerega člana sta bila tudi Feliks Dev in Dizma Zakotnik. Ta prvi krog narodnih buditeljev, kjer so se kazale težnje po večji uveljavitvi slovenskega jezika, so sestavljali večinoma redovniki.